# Rigács
Rigács is een plaats (község) en gemeente in het Hongaarse comitaat Veszprém. Rigács telt 183 inwoners (2001).